# Villa Buchler (Löwenwall)

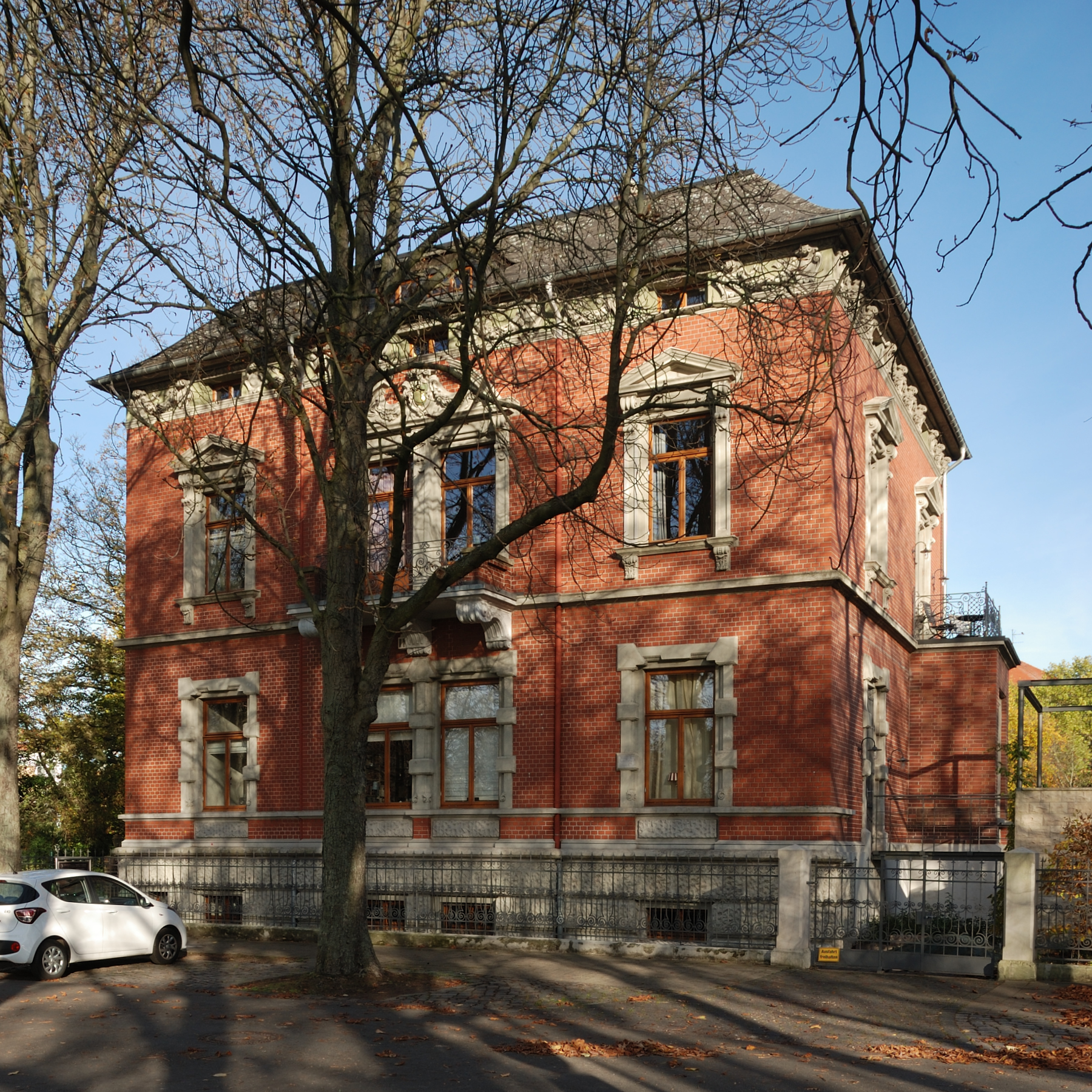
Löwenwall 19 im Jahre 2018, Ansicht von Südwesten

Die Villa Buchler, 1890 ursprünglich als Villa Witte erbaut, ist eine großbürgerliche Villa am Löwenwall 19 (bis 1904 Monumentplatz) in Braunschweig. Ab 1901 war sie das Wohnhaus von Käthe Buchler und ihrer Familie.
Die Villa ist ein zweieinhalbgeschossiger Ziegelbau mit ausgebautem Kellergeschoss. Das Haus ist in den nach Osten zur Oker hin abfallenden Hang des Löwenwalls gebaut. Über dem 2. Obergeschoss befindet sich ein Mezzaningeschoss, darüber das abgewalmte Dach.

## Geschichte

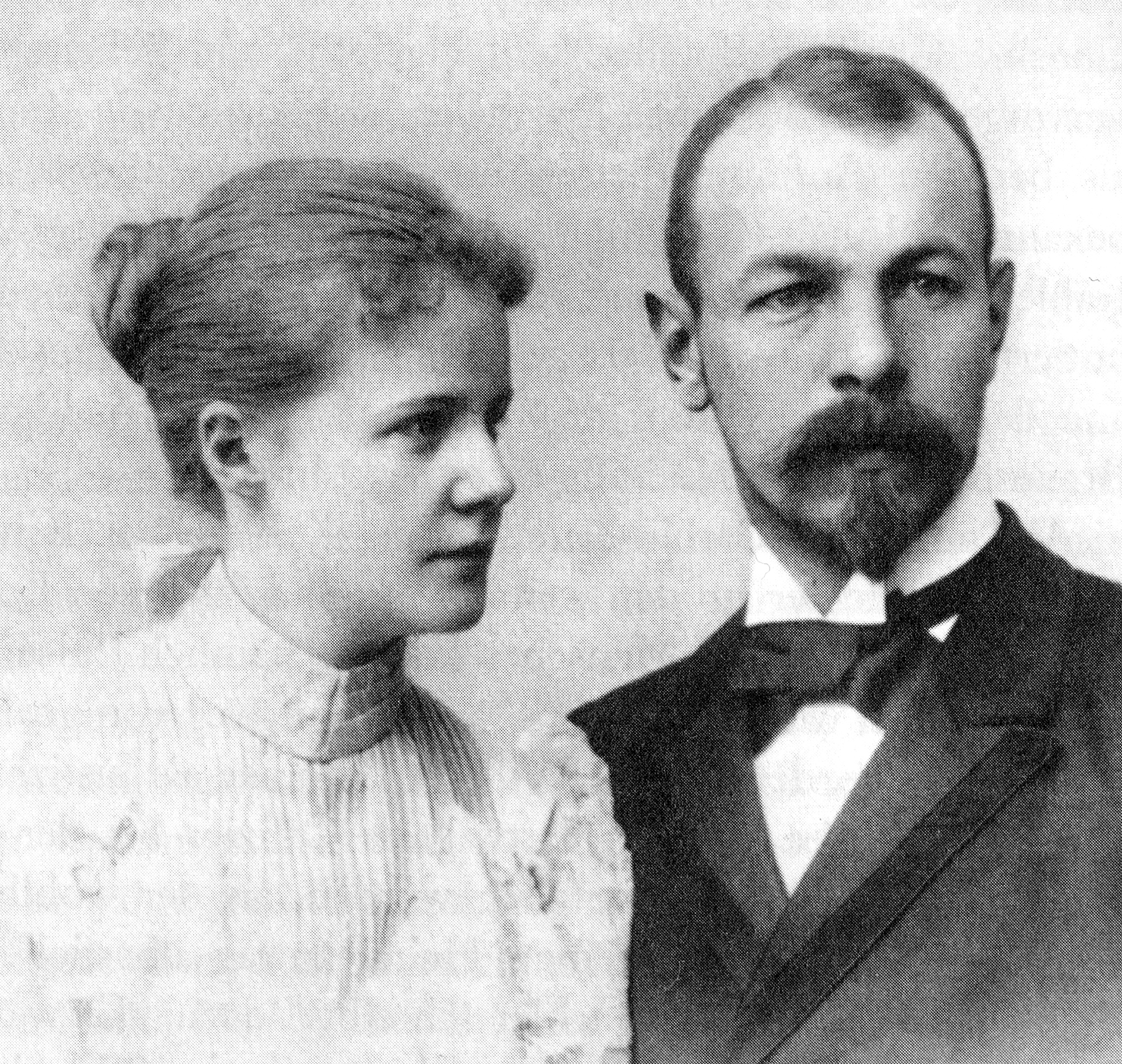
1895: Käthe Buchler, geb. von Rhamm mit ihrem Ehemann Walther Friedrich Theodor Buchler

Käthe von Rhamm heiratete 19-jährig Walther Friedrich Theodor Buchler (1863–1929), den jüngsten Sohn des Industriellen Hermann Buchler und dessen Ehefrau Luise, geb. Thomae (1832–1908). Das Paar wohnte zunächst in der Villa der Schwiegereltern, Petritorpromenade 25, die nach den Eigentümern Villa Buchler genannt wurde.
1896 wurde die gemeinsame Tochter Ellen geboren, 1900 der Sohn Walther P. 1901 erwarb die junge Familie die Villa Witte an der Nordostseite des Löwenwalls, fortan wurde auch dieses Gebäude Villa Buchler genannt. Käthe Buchlers Ehemann, Direktor des Unternehmens Buchler, starb 1929, sie selbst 1930. Der gemeinsame Sohn († 1998) bewohnte anschließend das Haus mit seiner Ehefrau Ingeborg (1915–2009), einer Tochter des Chirurgen Otto Nordmann (1876–1946).